# Nicolas Brizard
Nicolas Brissard (ou Brizard), né à Attigny (Ardennes) vers 1520 et mort à Paris en 1565, était un poète et enseignant.

## Biographie
Il commença ses études au collège de Reims puis enseigna au collège de la Marche à Paris où il décéda d'une épidémie.
Il fut précepteur pour les enfants d'une famille espagnole qu'il suivait en Allemagne, puis en Italie. C'est à Venise qu'il rencontra Odet de Selve qui y était ambassadeur et devint son mécène. Il revint ensuite enseigner au collège de la Marche où il fut emporté par une épidémie qui décimait aussi l'école. Charles Gilmer prononça son éloge qui fut imprimé en octobre 1565.

## Sources
- Abbé Bouillot, in Biographie ardennaise ou Histoire des Ardennais qui se sont fait remarquer par leurs écrits, leurs actions, leurs vertus ou leurs erreurs, Paris, éditeur  Ledoyen, 1830, p. 146-151.
- John Nassichuk, « Homo bulla est ». La métaphore de la bulle dans la littérature humaniste latine et française, in Le parcours du comparant. Pour une histoire littéraire des métaphores, Paris, Garnier, 2014,  (ISBN 978-2-8124-3372-6), p. 460-463.